# Gymnopilus thiersii
Gymnopilus thiersii là một loài nấm thuộc họ Cortinariaceae.